# Geoagiu-Băi
Geoagiu-Băi is een dorp en gemeente in de regio Transsylvanië, in het Roemeense district Hunedoara. De gemeente telt 5725 inwoners (2007) en ligt 13 km ten noordwesten van Orăștie, in de vallei van Zlatna-Glod, aan de voet van de Metaliferi-bergen. 
De gemeente bestaat uit de volgende dorpen; Aurel Vlaicu, Băcâia, Bozeș, Cigmău, Gelmar, Geoagiu-Băi, Homorod, Mermezeu-Văleni, Renghet en Văleni. 
Het dorp heeft een belangrijk geneeskrachtig spawater op 350-400 meter hoogte. De geneeskrachtig werking van het water was reeds bekend bij de Geto-Daciërs en de Romeinen.

## Hongaarse gemeenschap
In de hoofdkern staan een monumentale ronde Hongaars Gereformeerde kerk en een naastgelegen Hongaars Gereformeerde Kerk met toren. De streek was vroegen ook bewoond door Hongeren, de streek heet in het Hongaars Marosmente, letterlijk: langs de Maros (rivier). In 1863 waren er nog 71 leden voor de kerk in de hoofdkern, verder waren er kerken in Bencenc (voorheen Binținți, nu Aurel Vlaicu, 23 leden), Băcâia (Bokaj, 21 leden) en in Gelmar (Gyalmár).